# Oleksij Masikin
Oleksij Andrijowytsch „Alex“ Masikin (ukrainisch Олексій Андрійович Мазікін; englisch Oleksiy Andriyovych Mazikin; * 16. Februar 1975 in Charkiw, Ukrainische SSR) ist ein ehemaliger ukrainischer Boxer.

## Amateurkarriere
Masikin gewann 1999 das Ahmet Cömert Tournament in Istanbul und hatte sich damit für die Olympischen Sommerspiele 2000 in Sydney qualifiziert. Dort schied er im Viertelfinale gegen Audley Harrison aus. Bei der Europameisterschaft 2000 in Tampere war er im Viertelfinale gegen Cengiz Koç unterlegen.
Bei der Weltmeisterschaft 2001 in Belfast besiegte er unter anderem Alexander Powetkin und Pedro Carrión, verlor im Finale gegen Ruslan Chagayev und wurde Vize-Weltmeister.
2002 gewann er erneut das Ahmet Cömert Tournament in Istanbul und 2004 auch das Olympia-Qualifikationsturnier in Baku, wobei er unter anderem Kurban Günebakan und Mariusz Wach bezwingen konnte. Er startete daraufhin noch bei den Olympischen Sommerspielen 2004 in Athen, wo er erneut im Viertelfinale knapp mit 21:23 gegen Roberto Cammarelle unterlag.

## Profikarriere
Masikin boxte als Profi von März 2005 bis Mai 2019 und bestritt 31 Kämpfe, davon 20 in Deutschland. Nach neun Siegen verlor er im August 2006 erstmals nach Punkten gegen Taras Bidenko und im Juni 2007 durch K. o. gegen Odlanier Solís. Im März 2008 und erneut im Januar 2010 hatte er jeweils ein Unentschieden gegen Konstantin Airich erreicht. Sein größter Erfolg war ein Sieg nach Punkten gegen den ungeschlagenen Artur Marabjan (11-0) im August 2008. 
In den folgenden Jahren war er unter anderem Aufbaugegner von Andrzej Wawrzyk, Juan Carlos Gómez, Edmund Gerber, Christian Hammer, Mahmoud Charr und Otto Wallin.

## Liste der Profikämpfe
| 14 Siege (4 K. o.-Siege), 15 Niederlagen, 2 Unentschieden |               |                                                                  |                       |                                                     |
| Jahr                                                      | Tag           | Ort                                                              | Gegner                | Ergebnis für Masikin                                |
| 2005                                                      | 26. März      | Erdgas Arena, Riesa, Deutschland                                 | Roger Foe             | Sieg / KO 2. Runde                                  |
| 2005                                                      | 10. Mai       | Pueblo Espanol, Palma de Mallorca, Spanien                       | Garry Delaney         | Punktsieg (einstimmig) / 4 Runden                   |
| 2005                                                      | 18. Juni      | Amphitheater Arena, Pula, Kroatien                               | David Blanco          | Punktsieg (einstimmig) / 4 Runden                   |
| 2005                                                      | 9. Juli       | Life Sportpark Herrenkrug, Magdeburg, Deutschland                | Engin Solmaz          | Punktsieg / 4 Runden                                |
| 2005                                                      | 29. Oktober   | TURM Erlebnis City, Oranienburg, Deutschland                     | Aleksandrs Borhovs    | Punktsieg (einstimmig) / 4 Runden                   |
| 2005                                                      | 15. November  | Hohenstaufenhalle, Goeppingen, Deutschland                       | Valery Chechenev      | Punktsieg (einstimmig) / 6 Runden                   |
| 2006                                                      | 28. Februar   | Alte Reithalle, Stuttgart, Deutschland                           | Pavel Vanacek         | Sieg / KO 1. Runde                                  |
| 2006                                                      | 25. März      | TURM Erlebnis City, Oranienburg, Deutschland                     | Antoine Palatis       | Punktsieg (einstimmig) / 6 Runden                   |
| 2006                                                      | 29. April     | Hanns-Martin-Schleyer Halle, Stuttgart, Deutschland              | Suren Kalachyan       | Punktsieg (einstimmig) / 6 Runden                   |
| 2006                                                      | 22. August    | Universum Gym, Wandsbek, Deutschland                             | Taras Bidenko         | Punktniederlage (Mehrheitsentscheidung) / 10 Runden |
| 2007                                                      | 27. Februar   | Sport Palace, Kiev, Ukraine                                      | Sedreck Fields        | Punktsieg (einstimmig) / 8 Runden                   |
| 2007                                                      | 16. Juni      | Atatürk Sport Salonu, Ankara, Türkei                             | Odlanier Solís        | Niederlage / KO 1. Runde                            |
| 2007                                                      | 27. September | Vodoley, Ekaterinburg, Russland                                  | Andrey Kokoulin       | Punktsieg (einstimmig) / 6 Runden                   |
| 2007                                                      | 17. November  | Sporthalle "Neue Zeit", Schwedt, Deutschland                     | Engin Solmaz          | Sieg / TKO 5. Runde                                 |
| 2008                                                      | 14. März      | Zenith – Die Kulturhalle, München, Deutschland                   | Konstantin Airich     | Unentschieden                                       |
| 2008                                                      | 31. August    | Yubileyny, Yugorsk, Russland                                     | Artur Marabyan        | Punktsieg (einstimmig) / 12 Runden                  |
| 2009                                                      | 24. Oktober   | Kugelbake-Halle, Cuxhaven, Deutschland                           | Ondrej Pala           | Punktniederlage (einstimmig) / 8 Runden             |
| 2009                                                      | 18. Dezember  | MOSiR Hall, ul. Ks. Skorupki 21, Lodz, Polen                     | Andrzej Wawrzyk       | Punktniederlage (einstimmig) / 10 Runden            |
| 2010                                                      | 23. Januar    | Kugelbake-Halle, Cuxhaven, Deutschland                           | Konstantin Airich     | Unentschieden                                       |
| 2010                                                      | 27. März      | Sporthalle, Alsterdorf, Deutschland                              | Juan Carlos Gómez     | Niederlage / KO 3. Runde                            |
| 2011                                                      | 1. April      | Digibet Pferdesportpark, Lichtenberg, Deutschland                | Ondrej Pala           | Niederlage / Aufgabe 7. Runde                       |
| 2011                                                      | 29. Oktober   | McFit, Kreuzberg, Deutschland                                    | Maximilian Rabe       | Sieg / KO 1. Runde                                  |
| 2012                                                      | 25. Februar   | Porsche-Arena, Stuttgart, Deutschland                            | Edmund Gerber         | Niederlage / Aufgabe 5. Runde                       |
| 2013                                                      | 22. Februar   | Strada Henri Coanda, Galati, Rumänien                            | Christian Hammer      | Niederlage / Aufgabe 6. Runde                       |
| 2013                                                      | 15. Juni      | Karl Eckel Halle, Hattersheim am Main, Deutschland               | Manuel Charr          | Niederlage / TKO 3. Runde                           |
| 2013                                                      | 14. Dezember  | Ice Palace "Terminal", Brovari, Ukraine                          | Vladimir Tereshkin    | Punktniederlage (einstimmig) / 8 Runden             |
| 2014                                                      | 12. Dezember  | Eintracht Berlin Sportzentrum, Schoeneberg, Deutschland          | Franz Rill            | Punktniederlage / 8 Runden                          |
| 2015                                                      | 20. Juni      | Ballerup Super Arena, Ballerup, Dänemark                         | Otto Wallin           | Niederlage / KO 2. Runde                            |
| 2017                                                      | 22. Dezember  | Sporthalle, Hamburg, Deutschland                                 | Agron Smakici         | Niederlage / KO 1. Runde                            |
| 2019                                                      | 2. März       | Maritim Hotel, Magdeburg, Deutschland                            | Hussein David Muhamed | Niederlage / TKO 4. Runde                           |
| 2019                                                      | 25. Mai       | Hala widowiskowo-sportowa, ul. Złotnicza 12, Jelenia Gora, Polen | Marcin Siwy           | Niederlage / KO 4. Runde                            |